# Echinohelea pictipennis
Echinohelea pictipennis är en tvåvingeart som beskrevs av Tokunaga 1963. Echinohelea pictipennis ingår i släktet Echinohelea och familjen svidknott. Inga underarter finns listade i Catalogue of Life.